# Olympische Sommerspiele 2000/Teilnehmer (Portugal)
| Gelbes Symbol für Goldmedaillen mit stilisierten Olympischen Ringen | Graues Symbol für Silbermedaillen mit stilisierten Olympischen Ringen | Braundes Symbol für Bronzemedaillen mit stilisierten Olympischen Ringen |
| ------------------------------------------------------------------- | --------------------------------------------------------------------- | ----------------------------------------------------------------------- |
| —                                                                   | —                                                                     | 2                                                                       |

Portugal nahm an den Olympischen Sommerspielen 2000 in Sydney, Australien, mit einer Delegation von 61 Sportlern, 48 Männer und 13 Frauen, teil.

## Medaillengewinner

### Bronze
| Name             | Sportart       | Wettkampf            |
| ---------------- | -------------- | -------------------- |
| Nuno Delgado     | Judo           | Halbmittelgewicht    |
| Fernanda Ribeiro | Leichtathletik | Frauen, 10.000 Meter |

## Teilnehmer nach Sportarten

### Badminton
- Marco Vasconcelos
Einzel: 33. Platz

### Bogenschießen
- Nuno Pombo
Einzel: 60. Platz

### Fechten
- João Gomes
Florett, Einzel: 12. Platz

### Judo
- Pedro Caravana
Halbleichtgewicht: Viertelfinale

- Michel de Almeida
Leichtgewicht: 7. Platz

- Nuno Delgado
Halbmittelgewicht: Bronze

- Pedro Soares
Halbschwergewicht: 13. Platz

- Filipa Cavalleri
Frauen, Leichtgewicht: Viertelfinale

- Sandra Godinho
Frauen, Halbschwergewicht: Vorrunde

### Kanu
- Florence Fernandes
Frauen, Einer-Kajak, Slalom: 20. Platz in der Qualifikation

### Leichtathletik
- João Manuel Pires
800 Meter: Vorläufe

- Rui Silva
1500 Meter: Vorläufe

- Hélder Ornelas
5000 Meter: Vorläufe

- José Ramos
10.000 Meter: 14. Platz

- António Pinto
Marathon: 11. Platz

- Domingos Castro
Marathon: 18. Platz

- Luís Novo
Marathon: 50. Platz

- Pedro Rodrigues
400 Meter Hürden: Halbfinale

- Manuel Silva
3000 Meter Hindernis: 13. Platz

- Pedro Martins
50 Kilometer Gehen: 33. Platz

- João André
Stabhochsprung: 29. Platz in der Qualifikation

- Nuno Fernandes
Stabhochsprung: 32. Platz in der Qualifikation

- Carlos Calado
Weitsprung: 10. Platz

- Vítor da Costa
Hammerwurf: 37. Platz in der Qualifikation

- Mário Aníbal
Zehnkampf: 12. Platz

- Carla Sacramento
Frauen, 1500 Meter: 10. Platz

- Fernanda Ribeiro
Frauen, 10.000 Meter: Bronze

- Ana Dias
Frauen, 10.000 Meter: Vorläufe

- Manuela Machado
Frauen, Marathon: 21. Platz

- Susana Feitor
Frauen, 20 Kilometer Gehen: 14. Platz

- Teresa Machado
Frauen, Diskuswurf: 11. Platz

### Radsport
- José Azevedo
Straßenrennen, Einzel: DNF

- Bruno Castanheira
Straßenrennen, Einzel: DNF

- Vítor Gamito
Straßenrennen, Einzel: DNF
Einzelzeitfahren: 35. Platz

- Orlando Rodrigues
Straßenrennen, Einzel: DNF

### Reiten
- Daniel Pinto
Dressur, Einzel: 27. Platz

### Schießen
- João Costa
Lustpistole: 7. Platz
Freie Pistole: 27. Platz

- Custódio Ezequiel
Trap: 18. Platz

- João Rebelo
Trap: 26. Platz

### Schwimmen
- Pedro Silva
50 Meter Freistil: 36. Platz

- Ricardo Pedroso
200 Meter Freistil: 25. Platz

- Nuno Laurentino
100 Meter Rücken: 29. Platz

- Mário Carvalho
200 Meter Rücken: 30. Platz

- José Couto
100 Meter Brust: 18. Platz
200 Meter Brust: 26. Platz

- Simão Morgado
100 Meter Schmetterling: 30. Platz

- Raquel Felgueiras
Frauen, 200 Meter Schmetterling: 27. Platz

### Segeln
- João Rodrigues
Windsurfen: 18. Platz

- Álvaro Marinho
470er: 5. Platz

- Miguel Nunes
470er: 5. Platz

- Gustavo de Lima
Finn-Dinghy: 6. Platz

- Afonso Domingos
49er: 7. Platz

- Diogo Cayolla
49er: 7. Platz

- Hugo Rocha
Tornado: 16. Platz

- Nuno Barreto
Tornado: 16. Platz

- Joana Pratas
Frauen, Europe: 21. Platz

### Tennis
- Nuno Marques
Doppel: 17. Platz

- Bernardo Mota
Doppel: 17. Platz

### Volleyball (Beach)
- Miguel Maia
Herrenwettbewerb: 4. Platz

- João Brenha
Herrenwettbewerb: 4. Platz

- Maria José Schuller
Frauenwettbewerb: 9. Platz

- Cristina Pereira
Frauenwettbewerb: 9. Platz